# Hunanictis inexpectatus
Hunanictis inexpectatus és una espècie de petits mamífers prehistòrics pertanyents a la família Didymoconidae i l'ordre Didymoconida. Se n'han trobat restes fòssils a Hunan (Xina).